# 安达卢西亚政府官方公报
安达卢西亚政府官方公报（西班牙語：Boletín Oficial de la Junta de Andalucía，缩写BOJA）是西班牙南部安达卢西亚自治区政府发行的官方公报。主要公布安达卢西亚议会通过的法律，以及安达卢西亚自治区政府的其他官方公告。

## 简介
2003年之前，《安达卢西亚政府官方公报》于周二、周四和周六出版。2003年以后，每周一至周五发行，节假日除外。偶尔会有号外，即所谓的特别版。
公报由安达卢西亚政府主席办公室负责出版。可提供年度订阅，也有书店出售复印本。
《安达卢西亚政府官方公报》的印刷版包含法律和其他正式文件的官方文本。为方便起见，该公报提供在线版本，但并非是完全复制印刷版的内容